# شهرک صنعتی چناران
شهرک صنعتی چناران در فاصله ۴۵ کیلومتری غرب مشهد در نزدیکی شهر چناران قرار دارد
فاز ۱ شهرک صنعتی چناران با مساحت ۲۲۰ هکتار هم‌اکنون دارای تمامی امکانات زیربنایی بوده و در حدود ۷۰ واحد تولیدی مشغول تولید می‌باشند.